# 傅啓圖
傅啓圖，滿洲人，清朝政治人物、清朝禮部尚書。
曾任內大臣。道光九年六月甲戌，接替松筠，擔任清朝禮部尚書，后革，降兵部右侍郎。由宗室耆英接任。